# أس أس سي تواتارا
أس أس سي تواتارا هي سيارة رياضية من تطوير وتصنيع شركة اس اس سي نورث أمريكا.

## محرك سرعه اس اس سي تواتارا
يمكن لسيارة أس أس سي تواتارا (SSC Tuatara) الوصول إلى سرعات قصوى تصل إلى 295 ميلاً في الساعة، مما يجعلها واحدة من أسرع السيارات في العالم. يتم تشغيل تواتارا بواسطة محرك V8 مزدوج الشاحن بسعة 5.9 ليتر مع شاحن توربيني ينتج قوة مذهلة تبلغ 1750 حصاناً